# Gabriela Zapolska
Gabriela Zapolska (született: Maria Gabriela Stefania Korwin-Piotrowska, később: Maria Gabriela Janowska, Podhajce, 1857. március 30. – Lwów, 1921. december 17.) lengyel színésznő, író, újságíró.
Kiváló képviselője volt a lengyel naturalizmusnak, műveiben kemény kritikusa a burzsoázia – abban a korban – széles körben elterjedt képmutatásának. Népszerű szatirikus vígjátékokat, drámákat és regényeket írt.

## Élete

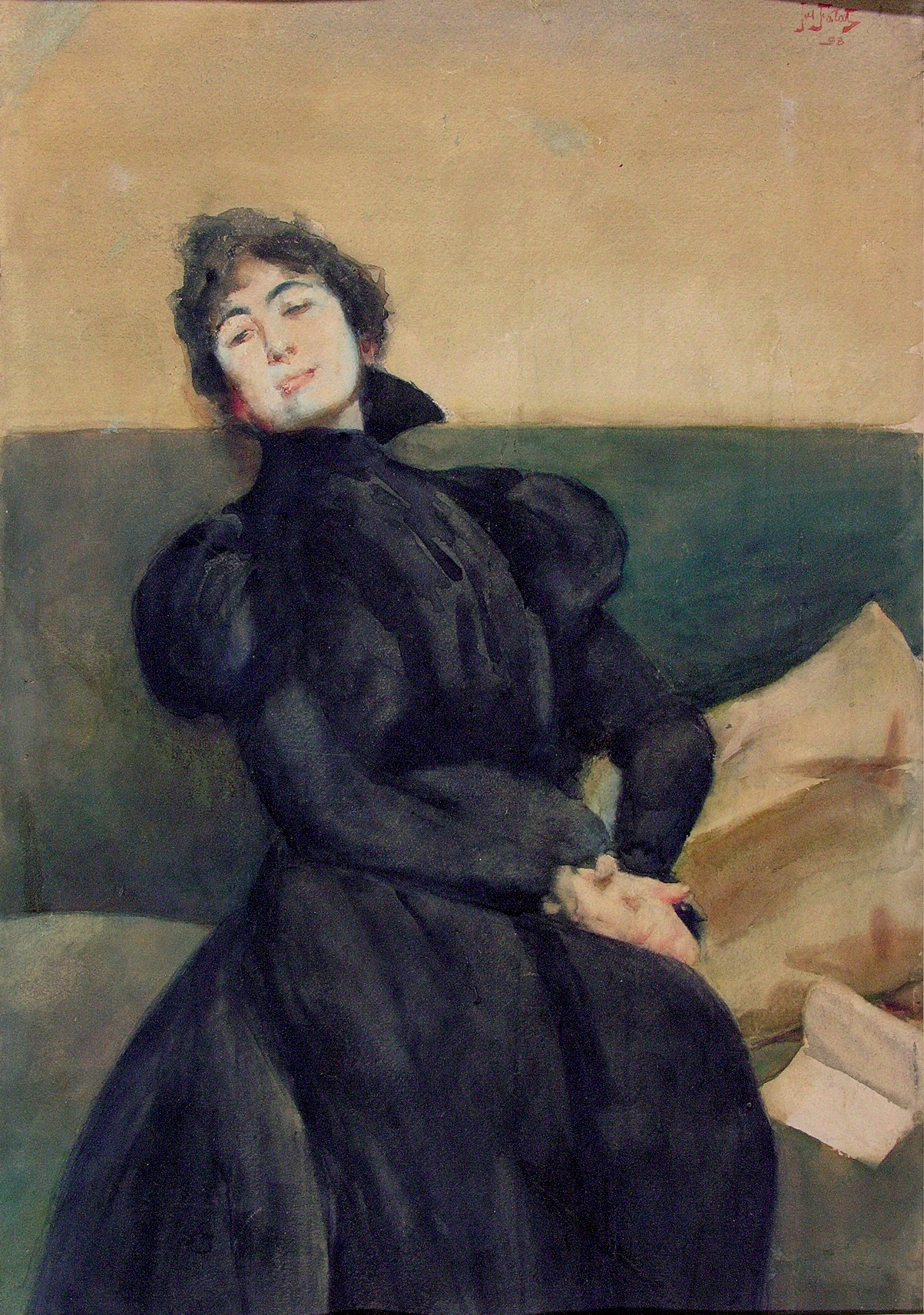
Gabriela Zapolska portréja (Julian Fałat, 1898)

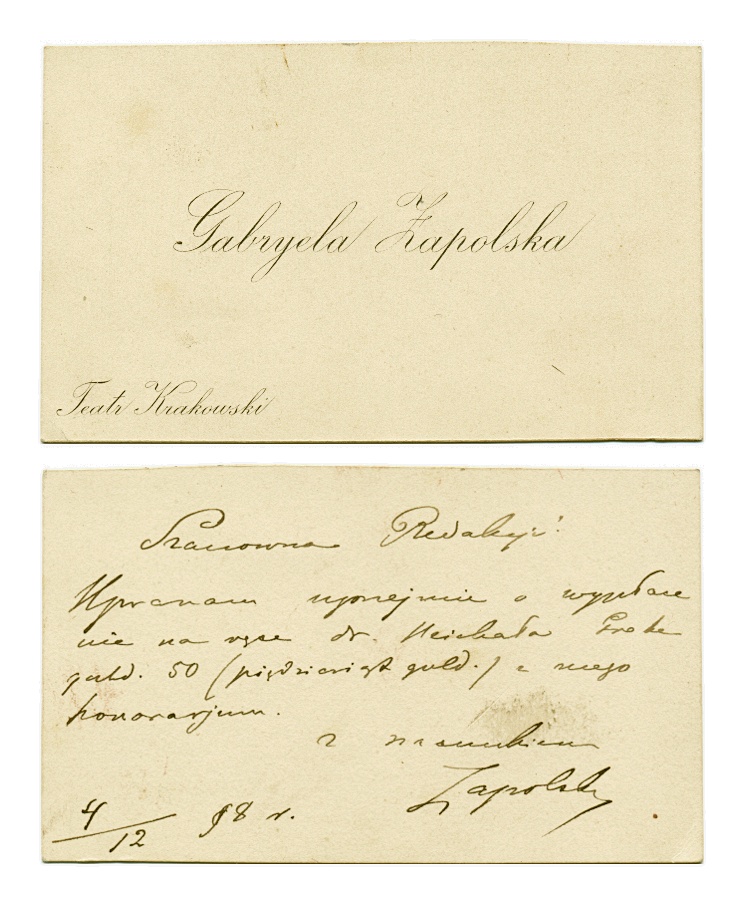
Gabriela Zapolska névjegykártyája és egy kézzel írt levele

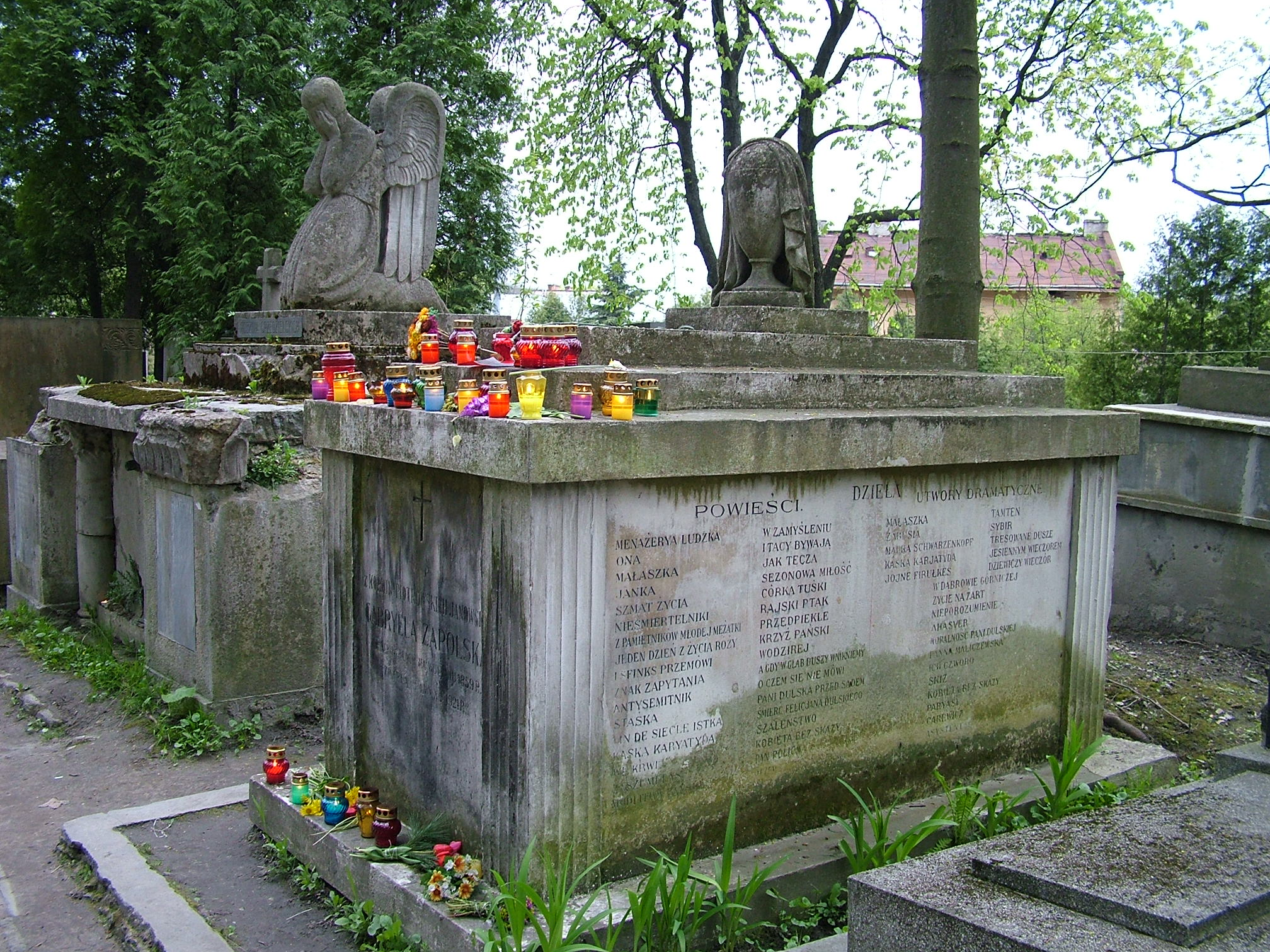
Gabriela Zapolska sírja a Łyczakowski temetőben

Gazdag földbirtokos családból származott. Rosszul sikerült házassága után – 1881-ben – megszakította a kapcsolatát a férjével és a családjával. Krakkói színházakban és galíciai vándor társulatokkal lépett fel. Novellákkal kezdte a pályafutását, melyek csak 1890-ben A szenvedés történetéből című kötetében jelentek meg. 1883-tól a lembergi és a varsói sajtóban folytatásos regényei jelentek meg.
1889-ben Párizsba utazott, ahol megismerte az új, modernista színházi törekvéseket, a kortárs festészetet és a lengyel emigráció tevékenységét. Hazatérése után – 1897-től 1900-ig – sikerrel szerepelt a varsói, a krakkói és a lembergi színházakban, de a színházigazgatókkal való sorozatos összetűzései miatt el kellett hagynia a színésznői pályát. Tárcaíró és színházi kritikus volt ekkoriban, de színészképzéssel is foglalkozott.
1904-ben Lembergben telepedett le második férjével, Stanislaw Janowskival, akivel vándortársulatot szervezett, majd a Teatr Premier irodalmi vezetője volt (1907-1908 és 1912-1913).

## Stílusa
Már korai naturalista regényével (A pokol tornáca, 1889) – amelyet szexualitásközpontú érdeklődésűnek tartottak -, magára haragította a konzervatív kritikát.
Gabriela Zapolska a naturalizmust a valóságot a legsötétebb oldaláról bemutató, társadalmi célokat is megfogalmazó irányzatként képviselte. Ezt a felfogást szinte egész szépirodalmi és publicisztikai munkássága alatt megtartotta. Kivételt csak egy kis modernista kitérő, valamint a szentimentális, patetikus hatásokhoz való vonzódása jelentett.
A tehetsége jó megfigyelőkészségében, az emberi gyengeségek iránti fogékonyságban és a leleplezés vágyának szenvedélyében rejlett. A polgári társadalom kifogásolható erkölcseit bemutató szatirikus komédia és a szerelmi intrikára épülő szalon-vígjáték állt a legközelebb hozzá.
Legsikerültebb komédiáit máig műsoron tartják a lengyel színházak.

## Művei
- Jeden dzień z życia róży (1881)
- Małaszka (1881)
- Akwarele – Akvarellek (1885)
- Kaśka Kariatyda (folytatásokban, 1886)
- Małka Szwarcenkopf (1887)
- Przedpiekle – A pokol tornáca (1889)
- We krwi – Vérben (1891)
- Szmat życia – Az élet rongya (1891)
- Menażeria ludzka – Emberi állatsereglet[1] (1893)
- Janka (1895)
- Tamten, Wodzirej (1896)
- Żabusia – Békuci (1897)
- Fin-de siecle’istka – Századvégi nő (1897)
- Jojne Firułkes (1898)
- Kaśka Kariatyda[2] (regény, 1898)
- Sybir – Szibéria (1899)
- Zaszumi las – Felzúg az erdő (1899)
- Antysemitnik – Antiszemita (1899)
- Jak tęcza – Mint a szivárvány[3] (1902)
- Tresowane dusze – Idomított lelkek[4] (1902)
- Mężczyzna (1902)
- A gdy w głąb duszy wnikniemy – Ha a lélek mélyéig hatolunk (1903)
- Nieporozumienie – Félreértés (1903)
- Sezonowa miłość – Szezon-szerelem[5] (1904)
- Jesiennym wieczorem (1905)
- Moralność pani Dulskiej – Dulszka asszony erkölcse (1907)
- Córka Tuśki – Tuśka lánya (1907)
- Ich czworo – Ők négyen[6] (1907)
- Pani Dulska przed sądem – Dulska asszony a bíróság előtt (1908)
- O czym się nie mówi – Amiről nem beszélnek (1909)
- Skiz (1909)
- Panna Maliczewska – Maliczewska kisasszony[7] (1910)
- Śmierć Felicjana Dulskiego – Felicján Dulski halála (1911)
- Kobieta bez skazy – Az érintetlen asszony (1913)
- O czym się nawet myśleć nie chce – Amire még gondolni sem akarnak[8] (1914)
- Frania Poranek: jej dalsze losy (1922)
- Z pamiętników młodej mężatki (1923)

### Gyűjteményes kiadások
- Wydanie zbiorowe 1-26. – Gyűjteményes kiadás 1-26. kötet (1922–1927)
- Dzieła wybrane 1-16. – Válogatott művek 1-16. kötet (1957–1958)
- Publicystyka 1-2. – Publicisztika 1-2. kötet (1958–1962)
- Dramaty 1-2. – Drámák 1-2. kötet (1960–1961)
- Listy 1-2. – Levelek 1-2. kötet (1970)

### Magyarul
- A rendőrfőnök. Regény, 1-2.; Légrády, Bp., 1918 (Legjobb könyvek)
- Kísértetek. Regény; ford. Apor Dezsőné; Kultúra, Bp., 1919 (A Kultúra regénytára)
- Az érintetlen asszony. Regény; ford. Szentmihályi Valéria; Kultúra, Bp., 1923 (A Kultúra regénytára)
- Dulszka asszony erkölcse. Tragikomédia; ford. Füsi József, bev. Both Béla; Népszava, Bp., 1955 (Színjátszók könyvtára)

## Filmváltozatok
- Carewicz – A cárevics (1918) – rendező: Marian Fuchs
- Tamten (1921) – rendező: Władysław Lenczewski
- O czym się nie mówi (1924) – rendező: Edward Puchalski
- Policmajster Tagiejew (1929) – rendező: Juliusz Gardan
- Moralność pani Dulskiej (1930) – rendező: Boleslaw Newolin (hangosfilm)
- O czym się nie mówi (1939) – rendező: Mieczysław Krawicz
- Morálka paní Dulské (1958) – rendező: Jiří Krejčík (csehszlovák film)
- Dulscy (1976) – rendező: J. Rybkowski

## Musical
- 1972-ben készült el J. Minkiewicz rendezésében a Jeszcze Dulska (Nincs még veszve Dulska…) című musical

## Fordítás
- Ez a szócikk részben vagy egészben  a   Gabriela Zapolska című lengyel Wikipédia-szócikk ezen változatának fordításán alapul.  Az eredeti cikk szerkesztőit annak laptörténete sorolja fel. Ez a jelzés csupán a megfogalmazás eredetét és a szerzői jogokat jelzi, nem szolgál a cikkben szereplő információk forrásmegjelöléseként.
- Ez a szócikk részben vagy egészben  a   Gabriela Zapolska című angol Wikipédia-szócikk ezen változatának fordításán alapul.  Az eredeti cikk szerkesztőit annak laptörténete sorolja fel. Ez a jelzés csupán a megfogalmazás eredetét és a szerzői jogokat jelzi, nem szolgál a cikkben szereplő információk forrásmegjelöléseként.